# The Devil Wears Prada (comédie musicale)
Pour les articles homonymes, voir The Devil Wears Prada.
The Devil Wears Prada est une comédie musicale basée sur le roman éponyme de Lauren Weisberger paru en 2003 ainsi que sur le film éponyme de 2006, dont le scénario a été écrit par Aline Brosh McKenna. La musique de la comédie musicale est composée par Elton John, les paroles par Shaina Taub et Mark Sonnenblick et le livret par Kate Wetherhead.

## Création
En 2015, il a été rapporté que le producteur de Broadway Kevin McCollum avait signé un accord deux ans plus tôt avec la Fox pour adapter certains des films de son catalogue en comédies musicales. Deux d'entre eux pour lesquels il a exprimé un intérêt particulier étaient Madame Doubtfire (1993) et Le Diable s'habille en Prada (2006). Début 2017, McCollum annonce qu'en partenariat avec Fox Stage Productions, il développe une version musicale du Diable s'habille en Prada (basée à la fois sur le film et le livre). Elton John et Shaina Taub composent la musique et écrivent les paroles du projet avec le dramaturge Paul Rudnick, qui avait écrit certaines des premières scènes du scénario, écrivant le livret et les paroles.
En juillet 2019, le spectacle organise sa première présentation réservée à l'industrie de la lecture initiale du spectacle. Il met en vedette Emily Skinner dans le rôle de Miranda Priestly, Krystina Alabado dans celui d'Andy, Heléne Yorke dans celui d'Emily et Mario Cantone dans celui de Nigel. Aucune annonce n'avait été faite concernant de futurs ateliers ou essais avant la représentation prévue à Broadway. Daniel Hoyos dirigeait l'équipe de direction de la compagnie avec Alexa Bishop et Bella Cordova.

## Productions

### Chicago (2022)
En septembre 2019, une première représentation est annoncée pour juillet et août 2020 au James M. Nederlander Theatre de Chicago. Selon le producteur Kevin McCollum, il était important pour la metteuse en scène Anna D. Shapiro, directrice artistique de la Steppenwolf Theater Company, également basée à Chicago, que la pièce soit présentée en première à cet endroit.
En décembre 2019, la production de Chicago est reportée d'un an pour commencer en juillet 2021, afin de permettre à l'équipe créative de travailler davantage sur le spectacle. Beth Leavel est annoncée pour jouer le rôle de Miranda Priestly, avec Taylor Iman Jones dans le rôle d'Andy Sachs. En janvier 2021, les producteurs annoncent que le spectacle est retardé d'un an supplémentaire jusqu'en juillet 2022, en raison de la pandémie de Covid-19.
La production de Chicago joue sa première représentation en avant-première le 19 juillet 2022 et est présentée jusqu'au 21 août. Le casting comprenait Jones et Leavel précédemment annoncés, aux côtés de Javier Muñoz dans le rôle de Nigel Owens, Christiana Cole dans le rôle de Lauren, Megan Masako Haley dans le rôle d'Emily Charlton, Tiffany Mann dans le rôle de Kayla et Michael Tacconi dans le rôle de Nate Angstrom. Dans une interview de septembre 2022 avec Zoe Ball, Sir Elton John déclare que le spectacle n'est pas prêt pour les mises en scène ultérieures, ajoutant « Il sera prêt dans environ un an ».

### Londres (2024)
Le 13 septembre 2023, il est annoncé que la comédie musicale aurait sa première au Royaume-Uni au Theatre Royal de Plymouth en avant-première exclusive en juillet 2024 avant une ouverture prévue au Dominion Theatre dans le West End de Londres le 24 octobre 2024,. Il s'agit d'une nouvelle production mise en scène et chorégraphiée par Jerry Mitchell avec une scénographie de Tim Hatley, des costumes de Gregg Barnes, des éclairages de Bruno Poet, une conception sonore de Gareth Owen et un casting de Jill Green CDG. En raison de la participation de Taub dans sa comédie musicale Suffs, Mark Sonnenblick rejoint l'équipe créative en tant que parolier supplémentaire, tout en fournissant des révisions en consultation directe avec Taub.
En février 2024, Vanessa Williams est annoncée pour incarner Miranda Priestly,,, avec l'acteur britannique Matt Henry qui la rejoint dans le rôle de Nigel. Le casting complet est annoncé en juin 2024. Aux côtés de Williams et Henry, on retrouve Georgie Buckland dans le rôle d'Andy, Amy Di Bartolomeo dans le rôle d'Emily, Rhys Whitfield dans le rôle de Nate et James Darch dans le rôle de Christian.

## Réception
La production de Chicago a officiellement ouvert le 8 août et a reçu des critiques unanimement négatives. Dans le New York Post, Johnny Oleksinski déclare que le spectacle est « terriblement peu amusant et lent », ajoutant que « chaque chanson est mauvaise et qu'il n'y a rien ici qui mérite d'être réparé ».
Chris Jones, du Chicago Tribune, déplore que le spectacle ait besoin de « l'ajout de plus d'esprit et d'irrévérence au livre de Wetherhead et aux paroles de Shaina Taub ». Il a également estimé que les costumes d'Arianne Phillips manquaient de l'avant-garde des créations des vraies maisons de couture, une idée partagée par Steven Oxman de Variety.
Les critiques du Washington Post, du New York Times et de BroadwayWorld ont tous convenu que l'histoire avait ses moments, mais manquait globalement du mordant du roman ou du film.